# Cantón de Viverols
El cantón de Viverols era una división administrativa francesa, que estaba situada en el departamento de Puy-de-Dôme y la región de Auvernia.

## Composición
El cantón estaba formado por siete comunas:
- Baffie
- Églisolles
- Medeyrolles
- Saillant
- Saint-Just
- Sauvessanges
- Viverols

## Supresión del cantón de Viverols
En aplicación del Decreto n.º 2014-210 de 21 de febrero de 2014, el cantón de Viverols fue suprimido el 22 de marzo de 2015 y sus 7 comunas pasaron a formar parte del nuevo cantón de Ambert.